# Guerras cántabras

Cantabria prerromana durante el periodo de las guerras cántabras. El mapa señala las fronteras del territorio cántabro en relación con las provincias actuales así como las distintas tribus que lo habitaban, los pueblos vecinos, ciudades y accidentes geográficos interpretados a partir de fuentes clásicas.

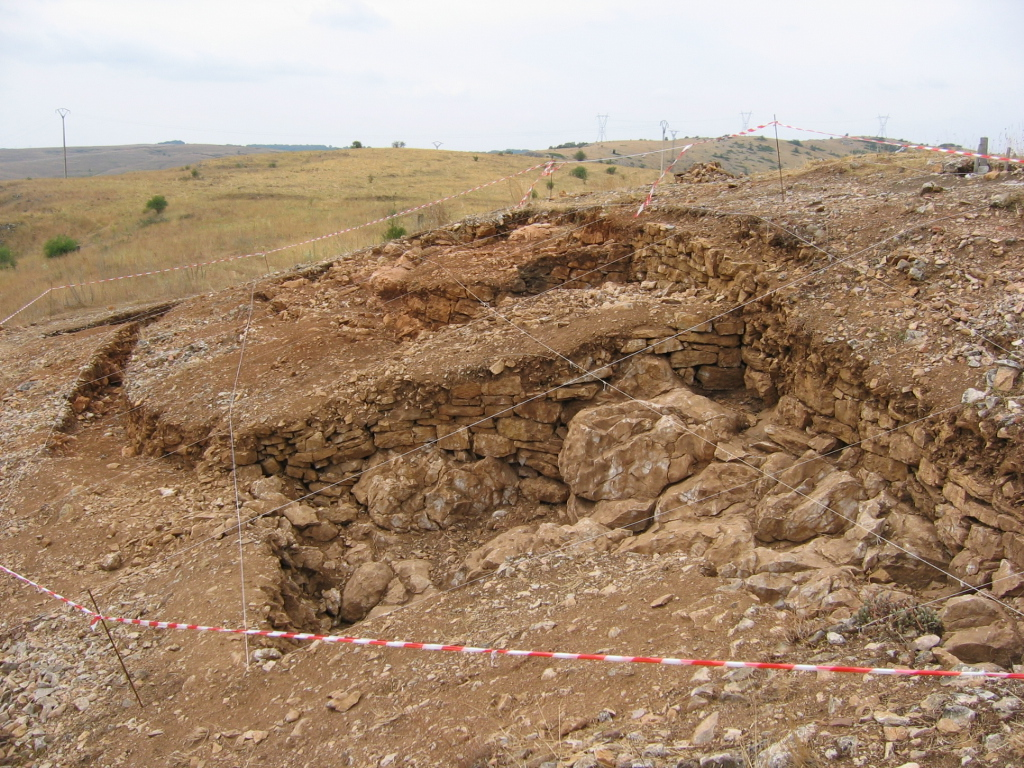
Bastión defensivo del castro de la Loma, en Santibáñez de la Peña (Palencia, Castilla y León).

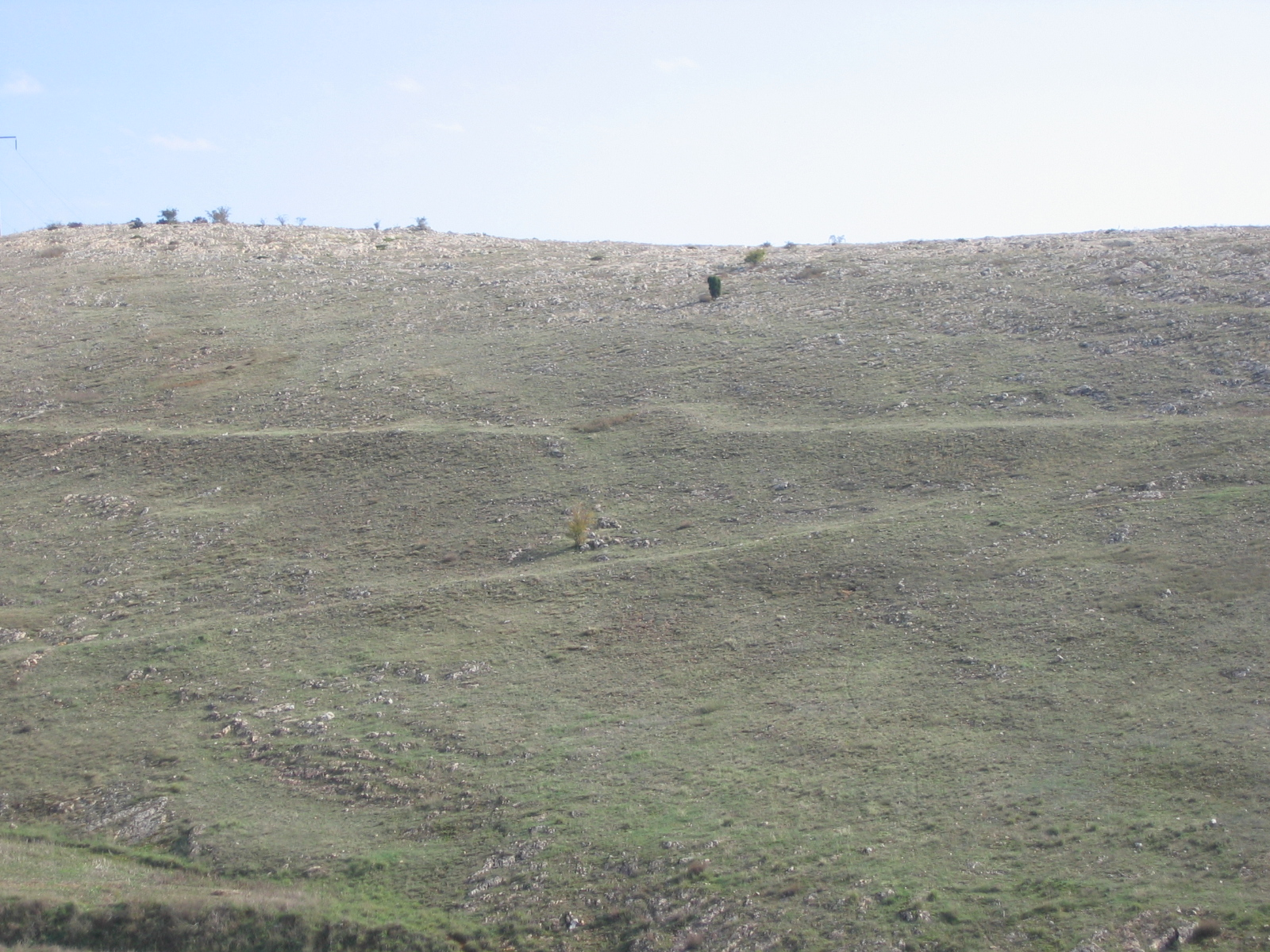
Porta claviculae del campamento romano, en el sitio del castro de la Loma.

Las guerras cántabras (Bellum Cantabricum) fueron unos enfrentamientos que tuvieron lugar del año 29 a. C. al 19 a. C. entre la Antigua Roma y los distintos pueblos cántabros y astures, que habitaban territorios conocidos ya por los antiguos romanos como Cantabria y Asturia en el noroeste de la península ibérica, en regiones coincidentes en su mayor parte con las actuales comunidades autónomas de Cantabria y Asturias y partes de las actuales provincias de León,  Palencia y Burgos.
Los enfrentamientos mantenidos por el Imperio romano contra los diversos pueblos del norte hispano, cántabros y astures principalmente, representaban la culminación de la larga conquista de la península ibérica. La resonancia de estas guerras sobrepasó a la de gran parte de las emprendidas por la Antigua Roma a lo largo de su historia. La razón de ello no hay que buscarla en el ámbito estrictamente militar, sino en el alcance político que se le concedió a la conquista del norte peninsular, única operación dirigida personalmente por el emperador Augusto.

Sub occasu pacata erat fere omnis Hispania, nisi quam Pyrenaei desinentis scopulis inhaerentem Citerior adluebat Oceanus. Hic duae validissimae gentes, Cantabri et Astures, inmunes imperii agitabant.
En el occidente estaba ya en paz casi toda Hispania, excepto la parte de la Citerior, pegada a los riscos del extremo del Pirineo, acariciados por el océano. Aquí se agitaban dos pueblos muy poderosos, los cántabros y los astures, no sometidos al Imperio.
Lucio Anneo Floro, historiador romano del siglo II.

Así comienza Floro su relato para narrar los hechos acaecidos en una contienda que hizo que el propio emperador romano Augusto abriera las puertas del templo de Jano, en señal de combate total, y se desplazara en persona desde Roma hasta la tierra de cántabros.

## Contexto geográfico e histórico
Desde aproximadamente el año 50 a. C., sólo los cántabros y los astures mantenían la independencia frente a Roma, aunque ocasionalmente se enrolaban en las tropas auxiliares romanas, como consta para el propio año 50 a. C.-49 a. C., durante las guerras civiles, al servicio de Pompeyo. El resto de los pobladores de la península ya habían sido sometidos, o bien se habían adherido voluntariamente a los romanos.
No es fácil precisar el escenario de la contienda, pero hay datos que apuntan a que en el inicio se extendió hasta tierras astures al menos durante los primeros años de esta. Dos años después de comenzada, en 27 a. C. y en plena campaña militar, se produce un hecho determinante. La península ibérica se divide en tres provincias, en vez de las dos que se conocían hasta entonces. Hispania queda así dividida en la Baetica, la Lusitania, de nueva creación, y la Tarraconense. Este hecho tiene gran importancia para realizar una contextualización geográfica correcta:
En primer lugar, la división se produce, precisamente, como consecuencia y en mitad de la guerra. Al mismo tiempo, se da la circunstancia de que Asturiae y Gallaecia (Asturias y Galicia) quedan encuadradas en la provincia de Lusitania, mientras que Cantabria queda encuadrada en la provincia Citerior, bajo el control directo del emperador César Augusto que se presenta, justo ese mismo año 27 a. C., en tierras cántabras. Este hecho implica expresamente que Cantabria no se consideraba todavía una tierra pacificada y que, por lo tanto, necesitaba tropas bajo el gobierno del legatus augusti pro praetore para ser pacificada. Es más, desde el año 26 a. C., el historiador Floro solo menciona a los cántabros como contendientes, y es a partir de esa fecha cuando Roma despliega todo su poderío militar en la región.
En cualquier caso, el teatro de operaciones quedaría dividido en dos, con Asturias, León, zonas de Zamora y Galicia a un lado, y Cantabria y norte de Palencia y Burgos al otro. En este contexto, el escenario sería atendido independiente y simultáneamente por dos legados diferentes, siendo el propio Augusto el que quedaba con el control de la Guerra contra los cántabros que duraría siete años más.
En ese contexto histórico, los pobladores cántabros, por el oeste, llegaban hasta el actual río Sella, hoy en territorio asturiano, bajando hacia el sur hasta sus fuentes en el Valle de Sajambre; por el sur sobresalía la ciudad naturalmente fortificada de Peña Amaya (hoy en tierra de Burgos) y por el este sus límites llegaban hasta la ría de Oriñón, desembocadura del río Agüera, entre las poblaciones de Guriezo y Castro Urdiales, próximas al actual límite con Vizcaya, entonces territorio autrigón (ver mapa contiguo).
Las guerras terminaron con la conquista de Lancia, a orillas del río Astura, último bastión astur, y con esta acción se dio por finalizada la conquista de Hispania por los romanos.

## Antecedentes
Las primeras apariciones de los cántabros en el contexto histórico de las guerras de Roma en Hispania es muy anterior al de las propias guerras cántabras, puesto que los cántabros se empleaban como mercenarios en diferentes conflictos tanto dentro como fuera de la península. Así, nos encontramos con que años antes del comienzo de las guerras cántabras, el ejército romano ya tenía conocimiento del carácter guerrero de los pueblos del norte de la península. Existe constancia de que participaron en la guerra de los cartagineses contra Roma durante la segunda guerra púnica:

Ya para entonces hallábase prevenido Aníbal, habiendo sacado de nuestro país tropas con que guarnecer puntos débiles de África, y trayendo acá otras huestes africanas al mando de su hermano Asdrúbal: reunió al par en Cartagena un ejército compuesto de más de 100 000 soldados de infantería, 12 000 jinetes y 100 elefantes, hallándose entre aquellas tropas numerosos cuerpos de soldados españoles asalariados, a los cuales debió algunas de sus victorias. A la cabeza de esta gente, cuya mayor parte componían nuestros peninsulares sobrios, ágiles e infatigables, se lanzó, en el año 537 de Roma, a llevar la guerra al corazón mismo de Italia, muy contra la esperanza de los romanos que creían iba a circunscribirse la lucha a las comarcas de España y de Sicilia. En el ejército de Aníbal ocupaban el primer lugar entre la multitud hispana los entonces indómitos cántabros, según lo manifiestan Silio Itálico (libro III), y Quinto Horacio Flacco (lib. IV, oda XIV).
Don Manuel de Assas. Crónica de la Provincia de Santander. 1867.

También parece constatada su intervención ayudando a los vacceos de la Meseta norte contra los romanos en el año 151 a. C. Y así mismo son mencionados de nuevo durante el sitio de Numancia:

Quinto Pompeyo Rufo, a poco de haber tomado el mando de la España Citerior, rompió con la ciudad de Numancia la paz estipulada en los tratados hechos con Tiberio Sempronio Graco, pretestando haber los numantinos dado asilo a los habitantes de Segeda que, en tiempo de Viriato, habían auxiliado a tan célebre caudillo español y tremendo enemigo del pueblo romano. Los de Numancia, dirigidos por el valiente y diestro jefe Megara, se defendieron tan hábil y denodadamente, que Pompeyo Rufo, concluido el período de su mando, dejó en pie la guerra, y a Marco Popilio Lenas al frente del ejército. Popilio continuó la lucha, pero con tal desgracia, que se vio derrotado por sus aguerridos y heroicos contendientes. Sucedióle en el mando el cónsul Cayo Hostilio Mancino, el cual sitió a Numancia, y después de haber sufrido grandes pérdidas con las impetuosas salidas de los habitantes, tuvo noticia de que los cántabros y los vacceos marchaban a socorrer a los de la ciudad. No atreviéndose a esperarlos, huyó levantando sigilosamente durante la noche su campamento.
Don Manuel de Assas. Crónica de la Provincia de Santander. 1867.

De igual forma, se cree que hubo presencia de guerreros cántabros en las Guerras Sertorianas o su intervención junto a los aquitanos en las guerras contra Julio César para defender las Galias. Según el propio testimonio de César, hubo tropas cántabras en la batalla de Ilerda (Lérida) en el año 49 a. C.
Con todos estos antecedentes, los cántabros empezaban a sonar ya en todo el Imperio romano. Las tropas romanas de la Legio I Augusta llegaron a perder un estandarte frente al enemigo, hecho humillante para una legión en aquella época que provocaría la pérdida de su sobrenombre. Algunos historiadores romanos justificaron esta campaña, no obstante, como respuesta a las incursiones que los cántabros realizaban en las tierras de la Meseta habitadas por pueblos ya sometidos a Roma. Ciertamente parece más probable que estuvieran interesados en las riquezas minerales de la zona (oro y plata en el país astur, hierro, plomo, magnetita, blenda y cobre en el cántabro).
Como indicábamos anteriormente, en la primavera de 26 a. C., el mismo emperador en persona, César Augusto, abrió las puertas del templo de Jano (símbolo del estado de guerra) y se dirigió a Hispania, estableciendo su base de operaciones en Segisama, actual Sasamón (Burgos).

## Ejércitos y estrategias

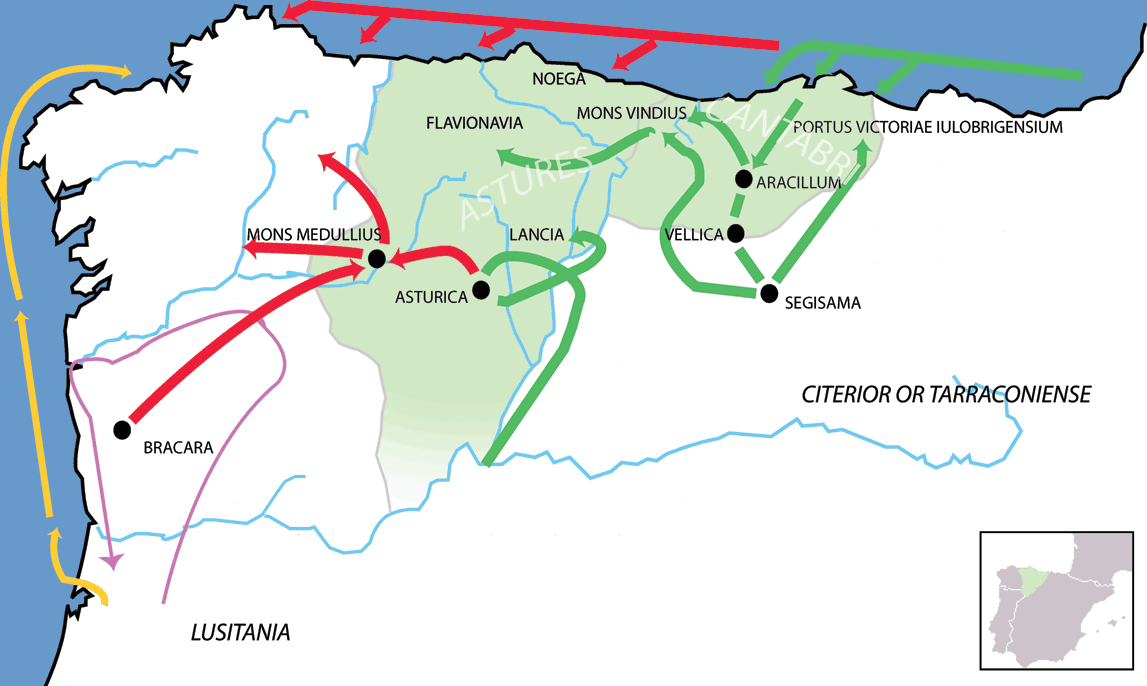
Operaciones militares romanas llevadas a cabo durante la guerra en los dos frentes contra cántabros (Bellum Cantabricum) y astures (Bellum Asturicum).
Campaña de Décimo Junio Bruto del año
Campaña de Julio César del año
Campaña del año
Campaña del año

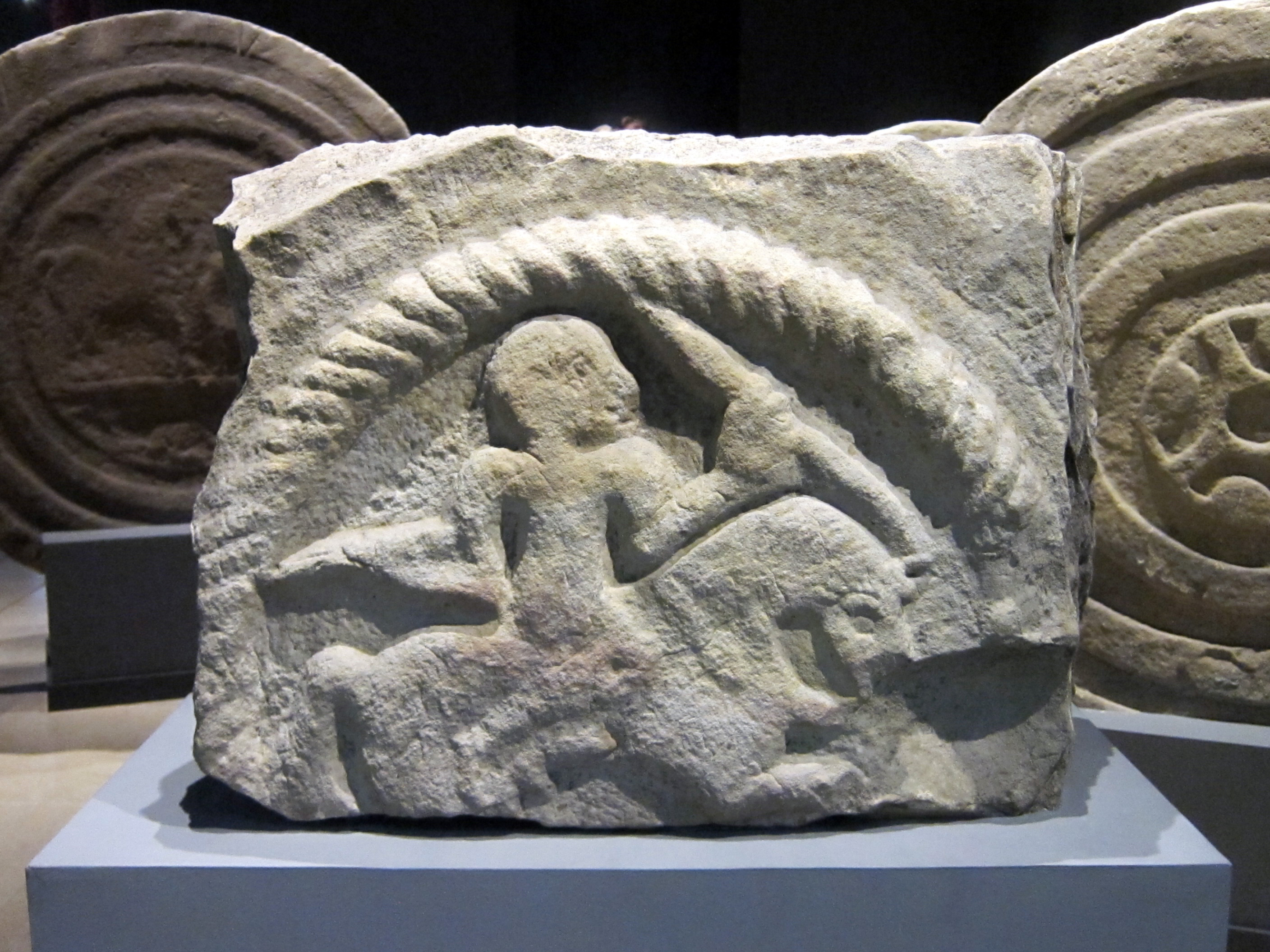
Jinete cántabro armado a caballo perteneciente a un fragmento de la estela de San Vicente de Toranzo descubierta en el castro de la Espina del Gallego.

Uno de los rasgos definitorios del enfrentamiento entre romanos y cántabros-astures es que se trató de una guerra de montaña. Las legiones no solo tuvieron que adaptar sus refugios a la escarpada orografía del terreno, alterando en muchas ocasiones la planta rectangular canónica de esquinas redondeadas de los campamentos militares romanos; también se vieron obligadas a levantar sus fortificaciones de campaña en los puertos de montaña.
Así, los soldados romanos llegaron a construir campamentos como los de Castro Negro y Robadorio, erigidos al pie de Peña Prieta a 1962 y 2219 metros de altitud respectivamente, siendo estos los de mayor cota de los de la península ibérica y que se encuentran entre los más altos de Europa, superados únicamente por el de puerto de Septimer en Suiza, a 2340 metros de altitud.
La primera intervención importante de Roma contra los pueblos del norte de la Meseta la protagoniza en el año 29 a. C., Estatilio Tauro, quien recibe de Augusto el título de imperator, por someter a cántabros, astures y vacceos. En los dos años siguientes se reanudan las hostilidades, consiguiendo Calvisio Sabino y el procónsul Sexto Apuleyo sus triunfos respectivos al mando de las tropas. Pero estas victorias debieron ser más oficiales que reales, ya que los pueblos del Norte continuaban independientes; al menos, los cántabros, que, según los textos más antiguos, eran los más rebeldes. Ello motivó que el propio Augusto se trasladara a Hispania y al frente de los ejércitos iniciara la importante campaña del año 26 a. C. contra los cántabros.
Según el historiador romano Dión Casio, la táctica de cántabros y astures consistía en una guerra de guerrillas, evitando la acometida directa sobre las fuerzas romanas conscientes de su inferioridad numérica, su inferior armamento y la invulnerabilidad táctica de las legiones romanas en campo abierto. Su mejor conocimiento de un territorio abrupto y montañoso les permitía ofensivas rápidas y sorpresivas mediante el uso de armas arrojadizas, con emboscadas y ataques de gran movilidad seguidos de un ágil repliegue, que causaban graves daños a las fuerzas romanas y a sus líneas de abastecimiento. Los estudios arqueológicos más recientes demuestran que la línea de avance romana desde el interior hacia la costa siguió por lo alto de los cordales montañosos, y no por los valles, donde la frondosidad de los bosques hubiera hecho muy vulnerables a las legiones.
Según ha quedado constancia por representaciones en monedas y estelas, los cántabros manejaban con habilidad el armamento ligero y así lo señala el poeta Lucano cuando dice:

Cantaber exiguis et longis Teutonus armis.
El cántabro con sus pequeñas armas y el teutón con sus armas largas.
Marco Anneo Lucano. Phars., VI, 259

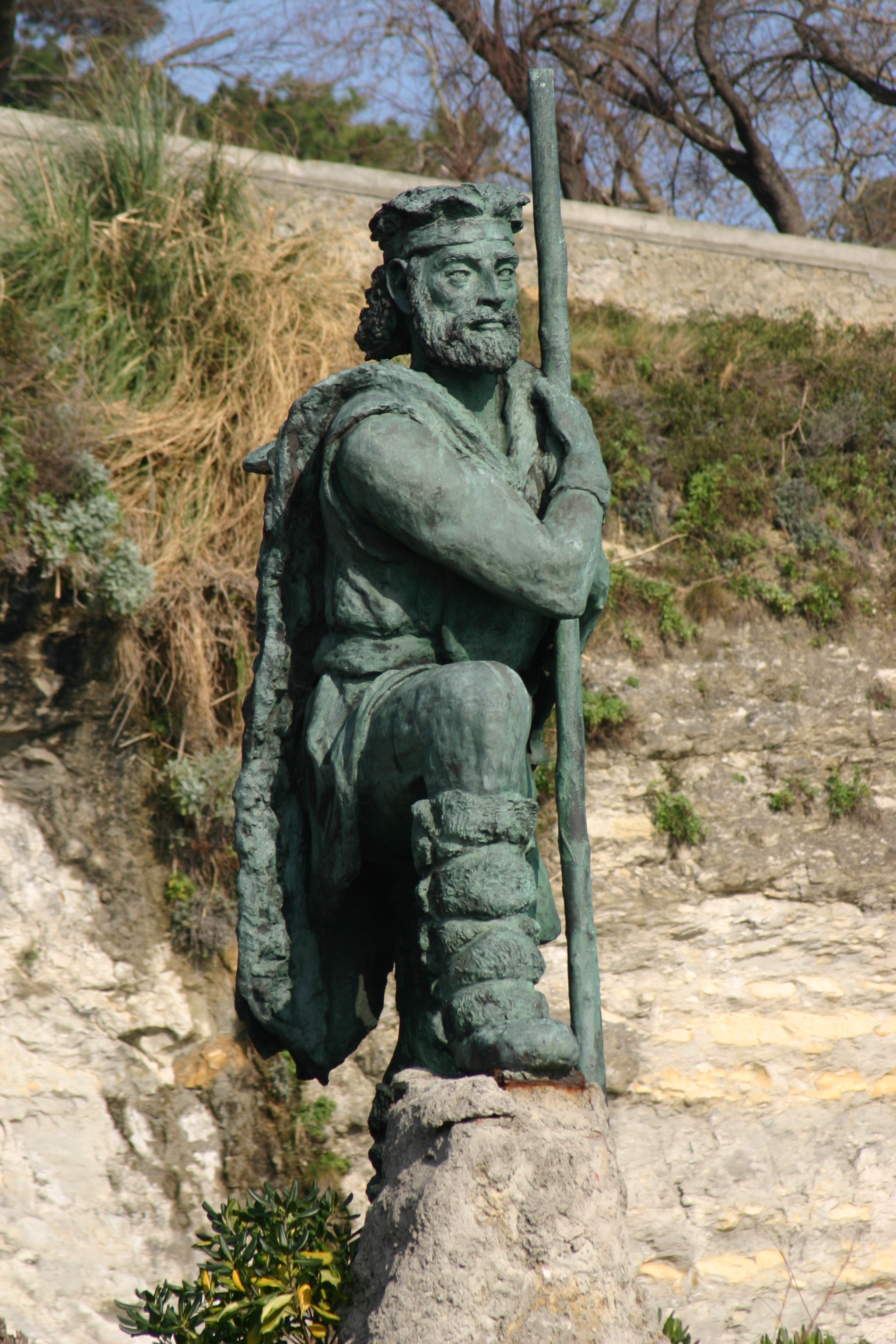
Monumento al cántabro en Santander.

Iban provistos con espada pequeña, puñal, dardos o jabalinas, lanzas, escudos redondos u ovalados de madera, petos de cuero o lino, gorros de piel con tiras de nervios y la bipennis, arma esta última que consistía en un hacha de doble filo claramente definitoria de los pueblos del norte de Hispania. No queda constancia del uso del arco y la honda, aunque es muy probable que la conociesen y utilizaran.
Los cántabros eran hábiles a la hora de montar a caballo, como lo refleja el hecho de que algunas de sus tácticas de caballería pasaran a ser empleadas por el ejército romano. Flavio Arriano describe en este sentido el círculo cántabro (conocido como cantabricus impetus o cantabricus circulus), consistente en una formación de caballería en círculo en la que los jinetes se van rotando para lanzar jabalinas al enemigo, y la carga cántabra, también llamada embestida cántabra o  acometida cántabra, que aunque no se detalla en qué consistía, bien podría constar de un ataque frontal y masivo contra las líneas enemigas con el fin de deshacerlas.
La caballería era muy importante para los cántabros, que se organizaban para luchar a pie y a caballo. Representaba el 20 o 25 % de sus fuerzas, mientras que para los romanos era solo un 10 a 14 % del total del ejército y poseía un papel secundario.
Las fuerzas de los locales eran, al menos al principio de la guerra, comparables a las romanas. No se sabe exactamente a cuántos ascendían, aunque los cálculos de Schulten son de 240 000 astures, de estos 80 000 a 100 000 serían capaces de luchar. Los cántabros, en cambio, sumaban 160 000 a 200 000 personas, y 40 000 a 50 000 eran guerreros.[cita requerida]
Según las fuentes, el ejército romano se dividió en dos partes, la mayor atacaría a los astures por ser más numerosos, la menor a los cántabros. La calidad del enemigo cántabro fue tal que obligó a Augusto a destacar en el conflicto a varias legiones en distintos momentos de la contienda:
Guerra contra los cántabros
- Comandantes:
Emperador Augusto (29 a. C.-26 a. C.)
Cayo Antistio Veto (26 a. C.-24 a. C.)
Lucio Emilio (24-22 a. C.)
Cayo Furnio (22 a. C.-19 a. C.)
Publio Silio Nerva (19 a. C.)
Marco Vipsanio Agripa (19 a. C.)
- Legiones:
Legio IV Macedonica
Legio I Augusta (tras una derrota perdió su sobrenombre Augusta en el 19 a. C. por el de Vernácula)
Legio II Augusta
Legio IX Hispana
Legio XX Valeria Victrix (posiblemente llegó por mar desde Aquitania)
- Auxiliares:
Ala Augusta
Ala Parthorum
Cohors IV Thracum equitata
Ala II Thracum Victrix civium Romanorum

Guerra contra los astures
- Comandantes:
Publio Carisio (29 a. C.-22 a. C.)
Cayo Furnio (22 a. C.)
- Legiones:
Legio VI Victrix
Legio X Gemina
Legio V Alaudae
- Auxiliares:
Ala II Gallorum
Cohors IV Gallorum

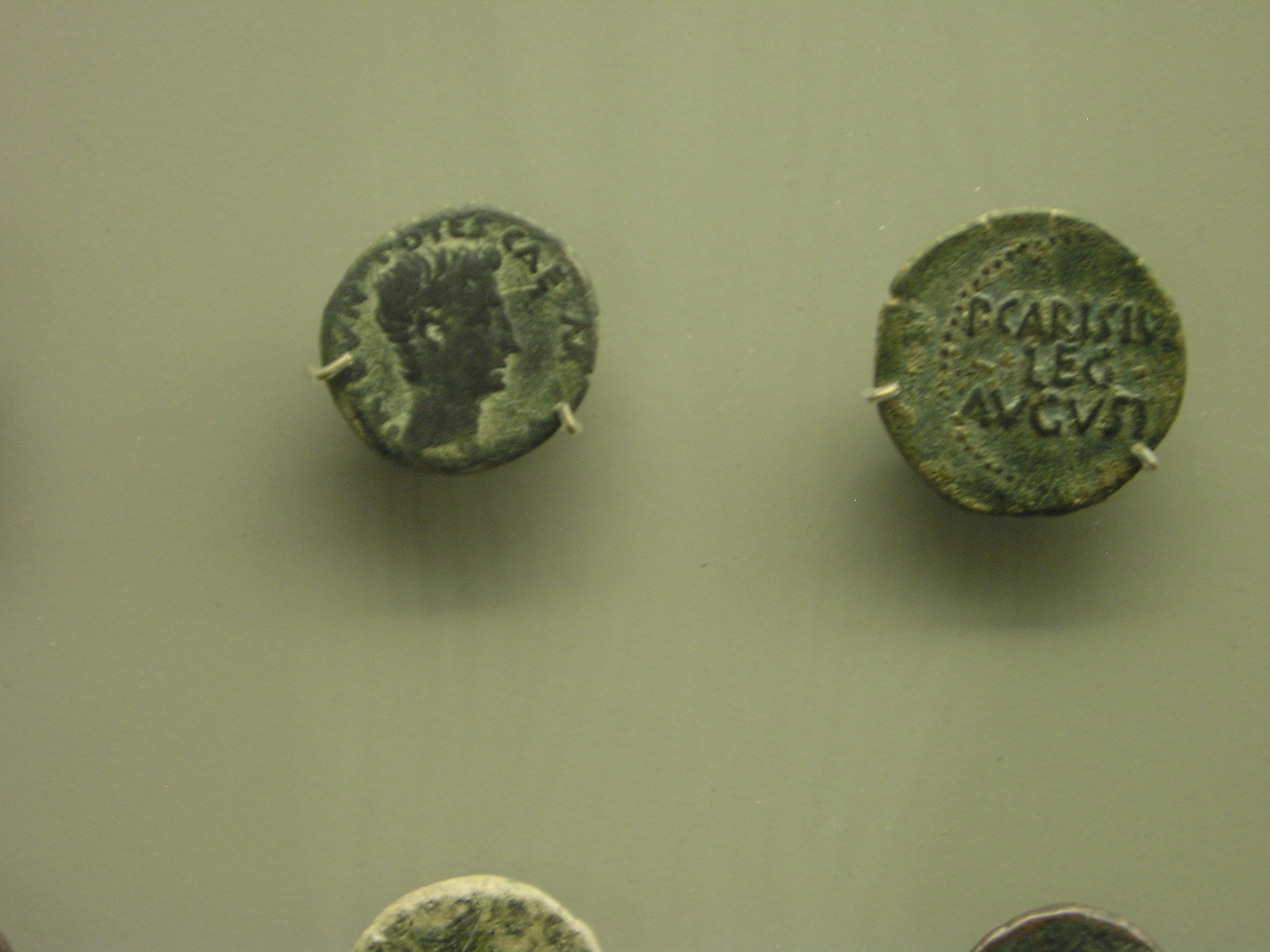
Denario emitido por Publio Carisio durante su mando en el frente astur en las guerras cántabras

También participó la marina romana con la Classis Aquitanica, que llegó a las costas cántabras enviada desde Aquitania y desembarcó en Portus Blendium (Suances). Esta sería determinante en la resolución del conflicto, puesto que completó el cerco a los cántabros iniciado por las tropas desplazadas en tierra. Se calcula que, en total, el ejército romano destacó unos 70 000 hombres, aunque estos cálculos varían según los autores, dado que el cálculo se basa en 5000 hombres por legión. Incluso es probable que la cifra sea superior a los 80 000 hombres contando a los auxiliares, ya que, tras la reforma de Cayo Mario, la legión pasó a tener 6000 soldados, aunque si bien una legión, en época de Augusto, estaba oficialmente compuesta por 6200 hombres; por diversas circunstancias, la cifra solía oscilar entre los 5000 y los 8000 soldados.

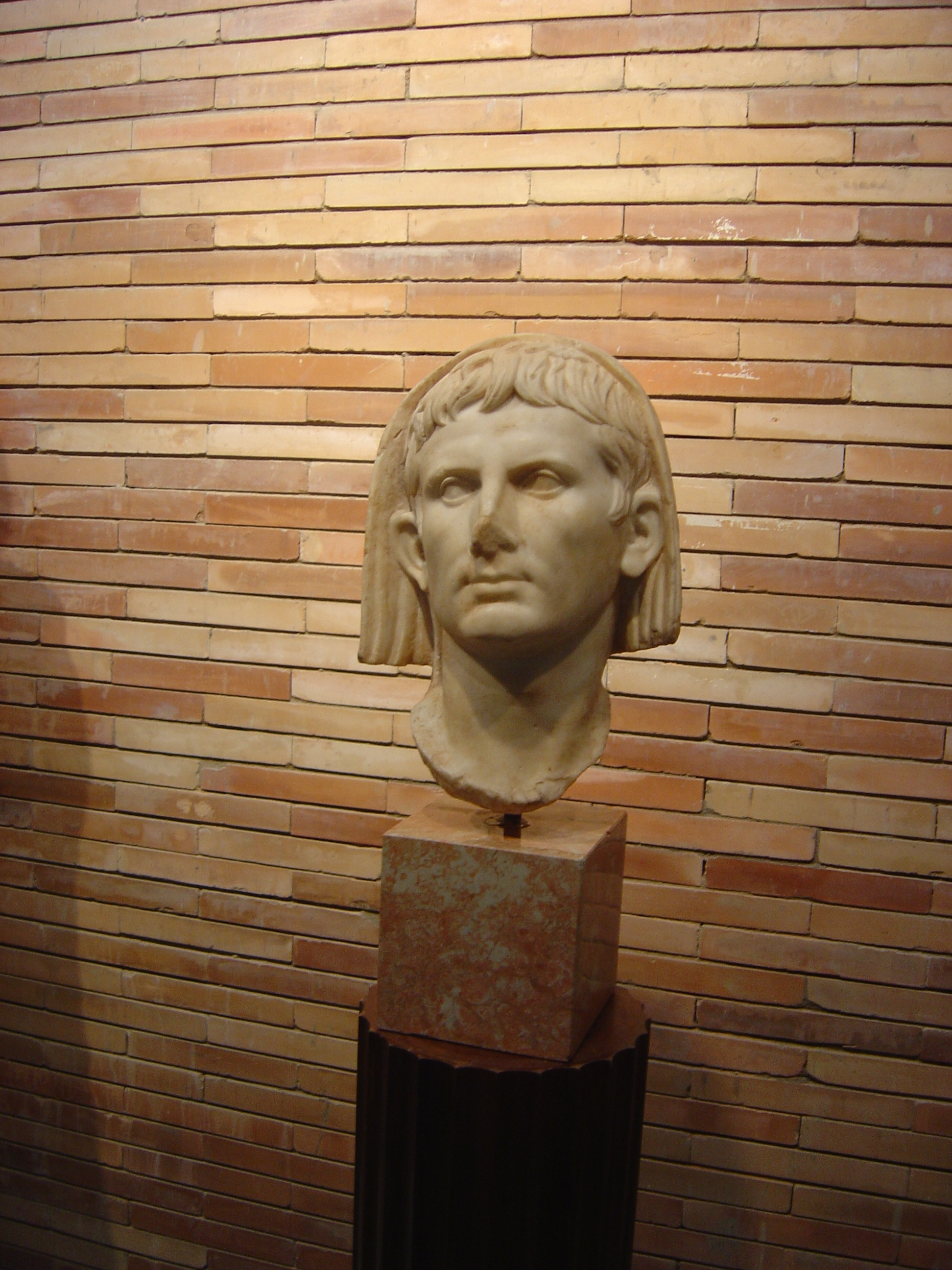
César Augusto.

En 25 a. C., Augusto entrega a los galaicos de Brigantium el campamento de Asturica Augusta en premio por su ayuda. Además reparte tierras en los llanos a los aliados. No obstante, los astures se unieron posteriormente a los cántabros en la defensa común. El emperador Augusto, un año después de su llegada, hubo de retirarse a Tarraco, presumiblemente debido a una enfermedad. La contienda duró más de diez años.
Éstas y las campañas contra los ilirios en 35 a. C.-33 a. C. fueron las únicas que dirigió personalmente Augusto contra pueblos bárbaros. Con la conquista efectiva de Gallaecia y Asturica, la guerra pareció terminada. Una vez licenciados algunos de los soldados de sus legiones, Carisio fundó en el mismo año 25 a. C. la colonia Augusta Emerita (Mérida), acuñando una moneda conmemorativa de la fundación y de sus victorias del norte.
En el año 24 a. C. los cántabros y astures reanudan las hostilidades, si bien con sus fuerzas gravemente debilitadas. Ese año, el nuevo gobernador de la Tarraconencese, L. Elio Lamia, llevó a cabo una cruel represión contra estos pueblos, ya que habían atacado a las tropas romanas atrayéndolas a una emboscada bajo la promesa de provisiones.
Es sustituido en 22 a. C. por Cayo Furnio, quien en un principio se parecía a los indígenas, al ser poco experto en cuestiones militares. La nueva acción parte de los astures, descontentos con el control militar del gobernador de la Lusitania, y arrastran a los cántabros, que, en una operación independiente, son sometidos por Furnio. Posteriormente, este último debe acudir con ayuda del legado de la Lusitania para pacificar a los astures.

## Principales batallas
La mayoría de las batallas importantes fueron libradas entre el 26 a. C. y el 22 a. C., siendo esta la época de mayor intensidad de la guerra. Las principales batallas fueron:
- Peña Amaya y Monte Bernorio, en el año 26 a. C. Augusto estaba al mando de los romanos.
- Bergidum, ciudad astur, conquistada en 26 a. C.
- Bergida o Vellica, gran batalla en Monte Cildá; o la llanada de Mave (Palencia), en el verano de 26 a. C.
- Lancia, en la primavera del año 25 a. C. En esta batalla, un gran ejército formado por astures de diferentes tribus es derrotado.
- Sitio del Monte Vindio, en el otoño de 25 a. C. La mayoría de los cántabros refugiados en los riscos perecen de hambre y frío al llegar las nieves.
- Aracillum, en el invierno de 25 a. C., esta fue probablemente la batalla más importante de las guerras cántabras. El castro, que ofreció una resistencia heroica, fue rodeado por tres campamentos y tomado por Antistio, al mando de cinco legiones.
- Cerco de Monte Medulio, en 22 a. C. Los cántabros, rodeados por un cerco de 15 millas, prefieren la muerte antes que la esclavitud.

## Finalización del conflicto

Las fuentes clásicas señalan la existencia de un estandarte utilizado por los cántabros. El actual lábaro cántabro sería una interpretación moderna de esta enseña, dado que no existe una descripción inequívocamente exacta de su forma ni de los colores o símbolos que contenía.

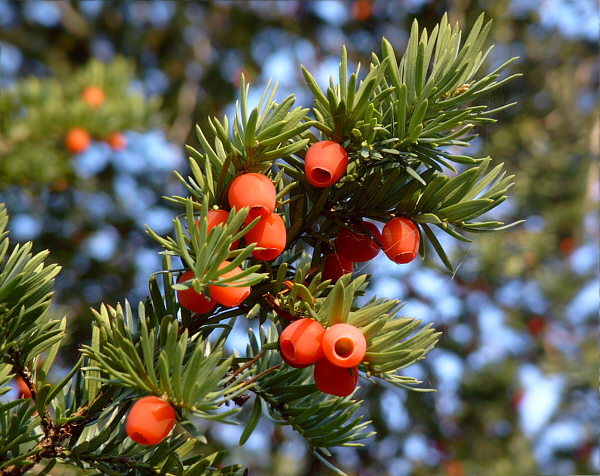
Hojas y arilos del tejo europeo. Por Silio Itálico, Floro, Plinio el Viejo y San Isidoro de Sevilla se sabe que los cántabros se suicidaban con veneno extraído de las hojas de este emblemático árbol.

A diferencia de otros conflictos similares, el Imperio romano optó por no hacer prisioneros, lo que supuso la eliminación de los cántabros en edad militar. Según Dión Casio:

"De los cántabros no se cogieron muchos prisioneros; pues cuando desesperaron de su libertad, no quisieron soportar más la vida, sino que incendiaron antes sus murallas, unos se degollaron, otros quisieron perecer en las mismas llamas, otros ingirieron un veneno de común acuerdo, de modo que la mayor y más belicosa parte de ellos pereció. Los astures, tan pronto como fueron rechazados de un lugar que asediaban, y vencidos después en batalla, no resistieron más y se sometieron en seguida."
Dión Casio, historiador romano del siglo II

Era costumbre de los guerreros cántabros el suicidio antes que la esclavitud. Bien por la espada, bien por el fuego o, principalmente, envenenándose con pócimas hechas con semillas de tejo, árbol mítico celta, que llevaban preparadas al efecto. Así lo recoge Silio Itálico en su descripción sobre las costumbres de los cántabros alistados en el ejército de Aníbal:

"El cántabro, invencible ante el frío, el calor y el hambre, se lleva antes que nadie la palma en toda clase de trabajos. ¡Admirable amor a su pueblo! Cuando la inútil edad senil comienza a encanecerle, pone fin a sus años, ya no aptos para la guerra, envenenándose con el tejo. Para él es imposible vivir sin la guerra, pues toda la razón de su vida la pone en sus armas, considerando un castigo vivir para la paz."
Silio Itálico (III, 326-331)

Estrabón decía que despreciaban la muerte y el dolor, hasta el punto de seguir cantando sus himnos de victoria aún después de crucificados. Para ellos, según Estrabón, morir como guerreros y libres era una victoria.

"Se cuenta también de los cántabros este rasgo de loco heroísmo: que habiendo sido crucificados ciertos prisioneros, murieron entonando himnos de victoria."
Estrabón (Geografía, 3, 4, 17-18)

La guerra se puede dar por finalizada en 19 a. C., aunque se tiene constancia de rebeliones menores posteriores. La región fue devastada y los castros destruidos e incendiados, deportándose masivamente a la población y trasladándola a las llanuras. Roma, al igual que hizo en otros territorios, quiso imponer sus reformas. No tuvo demasiado éxito debido al fuerte carácter del pueblo cántabro. A pesar de ser masacrado y obligado a bajar al llano, los romanos tuvieron que dejar dos legiones durante unos sesenta años más, la X Gemina y la IV Macedónica.
Tras las guerras cántabras y el sometimiento de los cántabros por Roma, las legiones romanas adoptaron de ellos la simbología solar de cruces gamadas y símbolos lunares, o solares, tales como el lábaro cántabro (en la imagen) que portarían hasta 300 años después. El ejército romano copió de los cántabros también tácticas de caballería, como las que dio en denominar el circulus cantabricus y el cantabricus impetus, anteriormente mencionadas.

## Evidencias arqueológicas
- Conjunto Arqueológico formado por los yacimientos de La Espina del Gallego, Cildá, el Cantón y Campo de Las Cercas: el Castro de la Espina del Gallego entre Corvera de Toranzo, Arenas de Iguña y Anievas tiene 3,2 hectáreas. Fortaleza cántabra rodeada por tres murallas, la mayor de ellas de unos dos metros y medio de anchura. En él han aparecido las primeras evidencias arqueológicas de las guerras cántabras, así como de los campamentos romanos (Cildá, El Cantón, Campo de Las Cercas), muy bien conservados, que lo asediaban.
- Campamento romano de La Carisa, en Lena (Asturias)
- Campamento romano de Moyapán (Allande, Asturias)[20]
- Campamentos romanos de A Granda das Xarras (Ibias, Asturias / Candín, León) y A Recacha (Ibias, Asturias / Navia de Suarna, Lugo)[21]
- Campamento romano de Huerga de Frailes (Villazala, León).[22]
- Sierra de las Médulas (León), uno de los muchos posibles escenarios de la batalla del Monte Medulio
- Castro de Prellezo
- Asedio del Castro de La Loma
- Campamento romano de Pisoraca
- Campamentos romanos de Castillejo y La Muela
- Castro del Cerro de la Maza

## Festividades
En la actualidad, estos eventos son representados en varias festividades de la región cántabra. Una de las más importantes es la fiesta lúdico-cultural de las guerras cántabras que se desarrolla en el municipio de Los Corrales de Buelna el último fin de semana de agosto y el primero de septiembre. La fiesta es de marcado carácter histórico, y a pesar de haber sido instaurada hace pocos años, se ha asentado y cuenta con la participación activa de más de 1800 personas, las cuales se dividen en trece tribus cántabras y trece legiones romanas. De esta forma, representan los combates entre guerreros cántabros y legionarios romanos, una boda cántabra, la insumisión y crucifixión de prisioneros cántabros y recrean los campamentos de ambos bandos. Desde 2008 esta festividad está considerada de interés turístico nacional.
También en la antigua Asturica Augusta, hoy Astorga, se recrean estos acontecimientos en la fiesta de "Astures y Romanos", que tiene lugar anualmente el último fin de semana de julio, contando con un mercado astur-romano, así como con una recreación del campamento de ambos contendientes. Además, desde hace algunos años se celebra en Carabanzo el festival astur-romano de La Carisa, donde se rememoran las guerras mantenidas por las tribus locales con las legiones imperiales de la Roma augusta en su avance por la vía de La Carisa hacia la Asturias Transmontana.

## Historiografía
Con la publicación de Cántabros, Astures y Galaicos en 1981 y Cántabros. La génesis de un pueblo en 1999, se producirá la divulgación de una supuesta ficción historiográfica en la reconstrucción de las guerras cántabras en las fuentes clásicas y posteriores.
En el primer libro hay un error cronológico, ya que sitúan las guerras cántabras entre 27-26 a. C. y, por otro lado, se realiza una interpretación libre de las fuentes clásicas. Del segundo libro cabe destacar una conclusión que saca González Echegaray, "el principal elemento distorsionador en la reconstrucción de los acontecimientos narrados por las fuentes clásicas, ya que ha obligado a forzar los textos y ha sido clave del debate historiográfico". Si algo muestra Gutiérrez Cuenca en este artículo es la evidencia clara de que un descubrimiento arqueológico despeja todas las dudas de las fuentes clásicas, quita de la mesa la supuesta ficción historiográfica sobre si existieron de verdad o no las guerras cántabras. Los yacimientos arqueológicos dan certeza y veracidad.